# Говоренко Дмитро Сергійович
Дмитро́ Сергі́йович Говоре́нко (сценічне ім'я GOVOR; нар. 5 січня 1988, Комсомольськ, Полтавська область, Українська РСР) — український продюсер фільмів і музичних виконавців, хіп-хоп виконавець, автор пісень. Засновник продюсерського центру GOVOR Production [Архівовано 18 квітня 2021 у Wayback Machine.].

## Ранні роки
Дмитро Говоренко народився 5 січня 1988 року в Комсомольську (нині Горішні Плавні). Навчався в школі №5 імені Л. І. Бугаєвської.
Закінчив Національну академію внутрішніх справ України, спеціальність: правознавець.

## Творчість
29 грудня 2018 року Дмитро Говоренко розпочав свою музичну кар'єру під сценічним ім'ям GOVOR, випустивши сингл «Сеньорита».
25 вересня 2019 року вийшов відеокліп на пісню «Мечтай», знятий на острові Крит.
Восени 2019 року виступив в якості саундпродюсера фільму «Готель Едельвейс», а також в якості автора слів і музики саундтреку «Там де існує любов», який він виконує разом з Надією Мейхер-Грановською. 25 грудня 2019 року GOVOR випускає відеокліп.
21 січня 2020 року Дмитро випускає нову відеороботу на пісню «Душа поет», яка була знята на грецькому острові Санторіні.
Навесні 2020 року в український прокат вийшов фільм «В чорній, чорній кімнаті», продюсером якого став Дмитро Говоренко.
2 червня 2020 року випускає мотиваційний відеокліп на композицію «Бейся».
У 2020 році брав участь у зйомках нового скетч-шоу Руслана Ханумака для студії «Квартал-95», а також у зйомках новорічної комедії «Мій дідусь — Дід Мороз».
4 березня 2021 року Дмитро Говоренко відкрив свій продюсерський центр GOVOR Production [Архівовано 18 квітня 2021 у Wayback Machine.], який спеціалізується на створенні аудіо- та відеоконтенту, постпродакшну, а також на медіаконсалтингу та просуванні артистів. Продюсерський центр Дмитра Говоренка займався продюсуванням TikTok-блогерів Дмитра Пелеха і Дмитра Вальчевського.
10 липня 2021 разом з TikTok-блогерами Дмитром Пелехом і Дмитром Вальчевським презентував відеокліп та пісню  «Ferrari».
З початку повномасташбного вторгнення Дмитро Говоренко заснував благодійний фонд «GOVOR Help», мета якого допомога захисникам України та особам, постраждалим від війни. Благодійний фонд Дмитра Говоренка “GOVOR Help” спільно з Головним управлінням розвідки Міністерства оборони України провели масштабний збір коштів на українські дрони-камікадзе. Мета проєкту – збір 20 млн гривень.
Наразі загальна кількість переглядів кліпів артиста перевищує 11 млн на YouTube, а власний TikTok-канал блогера налічує 1.7 млн підписників.

## Дискографія

### Сингли
- 2018 — «Сеньорита»
- 2019 — «Не слушай ум»
- 2019 — «Танцуй»
- 2019 — «Текила»
- 2019 — «Мечтай»
- 2019 — «Там де існує любов» (саундтрек до фільму «Готель Едельвейс», співпраця з Надією Мейхер-Грановською)
- 2020 — Душа поет
- 2020 — Время на исходе
- 2020 — Бейся
- 2021 - Ferrari
- 2023 - Моя Україна (співпраця з KAMI)

## Відеографія
- 29 грудня 2018 — «Сеньорита»
- 1 березня 2019 — «Не слушай ум»
- 22 травня 2019 — «Танцуй»
- 25 вересня 2019 — «Мечтай»
- 25 грудня 2019 — «Там де існує любов» (разом з Надією Мейхер)
- 28 січня 2020 — «Душа поет»
- 31 березня 2020 — «Время на исходе»
- 2 червня 2020 — «Бейся»
- 10 серпня 2021 - «Ferrari»
- 4 липня 2023 - «Моя Україна» feat. KAMI